# Захария (Лобов)
Архиепископ Заха́рия (в миру Заха́р Петро́вич Ло́бов; 23 марта 1865, село Петровка, Воронежская губерния — 21 сентября 1937, Казахстан) — епископ Русской православной церкви, архиепископ Воронежский и Задонский.
Причислен к лику святых Русской православной церкви в 2000 году.
Единственный храм в честь находится в г.Новошахтинске

## Биография
Родился 23 марта 1865 года в селе Петровка Павловского уезда Воронежской губернии в семье мелкого чиновника Петра Прокофьевича Лобова, не принадлежавшего к дворянскому сословию. С детства любил православное богослужение и выбрал для себя путь церковного служения.
Поступил в Павловское духовное училище, но позднее перевёлся и в 1882 году окончил 2-е Тамбовское духовное училище. В 1886 году окончил четыре курса Тамбовской духовной семинарии, а 5—6-й курсы завершил в 1888 году в Новочеркасской духовной семинарии.

### Священник
В сентябре 1888 года священник Захария Лобов был назначен клириком Новочеркасского кафедрального собора. Здесь он прослужил много лет, пользуясь большой любовью и уважением духовенства и прихожан. За пастырские труды и успешную административную деятельность отец Захария удостоился сана протоиерея.
С 25 июня 1903 года назначен ключарём Новочеркасского кафедрального собора.
Одновременно был казначеем Донского епархиального Аксайско-Богородичного братства, членом Донского епархиального училищного совета и преподавателем Закона Божия в Новочеркасской военно-фельдшерской школе и коммерческом училище.
В 1923 году овдовел. В том же году был избран епископом Нижне-Чирским, викарием Донской епархии. Нижне-Чирская кафедра вдовствовала, поскольку предшественник Захарии епископ Николай (Орлов) скончался в царицынской тюрьме в 1922 году.

### Викарный архиерей
5 октября 1923 года по принятии монашества рукоположён во епископа Нижнечирского, викария Донской епархии. Хиротонию совершали епископы Митрофан (Гринёв) и Иннокентий.
Видимо, как и у его предшественника, отношения с епархиальными властями в то время не были строго определёнными. Да и не успел епископ Захария провести существенных дел на своём новом поприще.
С 14 октября 1923 года — епископ Аксайский, викарий той же епархии.
В 1924 году был арестован и приговорён к двухлетнему заключению в Соловецкий лагерь особого назначения. На одной из фотографий можно найти епископа Захарию в кругу соузников: рядом сидят митрополит Евгений, архиепископы Митрофан и Иларион; на другой — архиепископ Серафим, епископы Павел, Платон и Амвросий.
На Соловках в числе двадцати четырёх иерархов 7 июня 1926 года Захария подписал «Памятную записку соловецких епископов, представленную на усмотрение правительства», в которой предлагалось, чтобы Церковь и государство неуклонно соблюдали принцип невмешательства в дела друг друга. Епископы отказывались от участия в политической жизни общества, но при этом хотели провести Поместный собор, избрать патриарха, свободно осуществлять богослужения. Правительство эту записку ответом не удостоило.
Затем Захария был сослан в Марийскую область, где находился в 1927—1928 годах. После освобождения ему было запрещено проживать в Донской области.
С февраля 1928 года стал епископом Новоторжским и викарием Тверской епархии, с 24 апреля 1928 года — епископом Бежецким (оставшись викарием Тверской епархии).

### Архиепископ Воронежский
С 24 апреля 1929 года Захария — архиепископ Воронежский и Задонский.
В Воронеж прибыл в пасхальные дни 1929 года. В приветственном слове к пастве он сказал: «Усерднейше прошу принять меня как архипастыря и отца и обращаться ко мне всем сердцем и всей душою. Да будем едины, ибо в единении спасение наше и небесное и земное». Первые полтора года архиепископ Захария жил в сторожке при Успенском храме, совершая богослужения в Троицком Смоленском кафедральном соборе, затем снимал квартиры по адресам: улица Щемиловская, 21 (ныне улица Короленко), переулок Комарова, 47.
Своей аскетичной жизнью, отзывчивостью и подлинным христианским смирением будущий священномученик заслужил немалую любовь своей паствы. На богослужения архиепископа Захарии собиралось множество верующих из всех районов города и близлежащих деревень.
Поддерживал деятельность Заместителя Патриаршего Местоблюстителя митрополита Сергия (Страгородского), в 1931 году участвовал в работе Временного Патриаршего Священного Синода при нём. 19 апреля 1932 года он был награждён правом ношения креста на клобуке.
В период его управления епархией происходило массовое закрытие храмов и монастырей, многочисленные аресты и ссылки священнослужителей.
После закрытии Троицкого Смоленского собора в марте 1932 года служил в Успенском храме. И сюда к нему по-прежнему тянулись жители города и окрестных деревень, лишившиеся храмов и пастырей за пастырским словом, советом, наставлением.
В 1933 году у него неделю жил освобожденный из ссылки епископ Тамбовский Вассиан, в 1934-м в Воронеже два месяца провел архиепископ Курский Онуфрий (Гагалюк). В 1935 году у архиепископа Захарии останавливались приезжавшие в город епископ Моршанский Павел и епископ Елецкий Серафим
Митрополит Мануил, находившийся вместе с ним на Соловках, привел такую характеристику архиепископа Захарии: «Соблюдал строго среду и пятницу, ел один раз в день пшённый суп постный и то только после всенощного бдения. В Великий Пост в первую, четвертую, седьмую недели ел только один раз тоже только после всенощного бдения. В частной жизни был прост, любил изредка и пошутить».

### Арест и мученическая кончина
Был арестован 23 мая 1935 года, в его квартире произведен обыск. 19 июля архиепископу Захарии было предъявлено обвинение в контрреволюционной агитации «с использованием религиозных предрассудков масс», в распускании провокационных слухов. Обвинялся во враждебном отношении к советской власти, обращалось внимание на его высказывания о бедственном положении крестьян в связи с созданием колхозов, о нищенской заработной плате рабочих, о том, что государство проводит политику по искоренению религии, закрывает церкви, репрессирует священников. Единственный конкретный эпизод, на котором основывалось обвинение — проповедь в канун Пасхи 1935 года, в которой архиепископ, по данным следствия, сравнивал первые века христианства и современную Россию в плане гонения на верующих и их пастырей. Обвинение строилось на показаниях причта Успенской церкви — священника И. С. Котова, псаломщиков П. И. Долгополова и И. Л. Назарченко, церковного старосты И. Н. Скрипицына, занявших негативную позицию по отношению к своему владыке. Показания других свидетелей, отрицавших факты контрреволюционной пропаганды, во внимание следствием приняты не были.
В августе 1935 года было утверждено обвинительное заключение, и дело передано в спецколлегию Воронежского областного суда. 10 сентября 1935 года спецколлегией Воронежского областного суда приговорён к 5 годам лагерей. 12 ноября 1935 года был вновь направлен в Соловецкий лагерь особого назначения.
25 ноября 1935 года уволен на покой митрополитом Сергием (то есть официально освобождён от управления епархией).
21 сентября 1937 года был расстрелян в Чурубай-Нуринском отделении Карлага. Вместе с ним погиб и священник Иосиф Архаров.

## Канонизация и почитание
На юбилейном Архиерейском соборе РПЦ, состоявшемся в Москве 13-16 августа 2000 года, архиепископ Захария был канонизирован по представлению Астанайской епархии.
Память священномученика Захарии отмечается в воскресенье после 25 января/7 февраля (Собор новомучеников и исповедников российских), 4/17 сентября (Собор Воронежских святых) и 9/22 сентября.
Его лик помещён на иконе новых святых российских мучеников и исповедников, пострадавших за Христа в XX веке, написанной по благословению митрополита Крутицкого и Коломенского Ювеналия, председателя синодальной комиссии по канонизации святых. В настоящее время она находится в Храме Христа Спасителя. Владыка изображён в третьем ряду лика святителей с правой стороны иконы.
30 марта 2015 года в Ростове-на-Дону был зарегистрирован благотворительный Фонд возрождения сельских храмов памяти священномученика Захарии (Лобова).

## Семья
В его семье было семеро детей: Гавриил, Прокопий, Алексей (в монашестве Антоний, в 1930-е годы, будучи архимандритом, находился в ссылке под Архангельском), Симеон, Вера, Арсений, Ольга.

## Сочинения
- Письмо епископа Захарии к протоиерею Николаю Михайловичу Н. из Марийской ссылки по поводу текущих событий церковной жизни // Акты Святейшего Тихона, Патриарха Московского и всея России, позднейшие документы и переписка о каноническом преемстве высшей церковной власти. 1917—1943 гг. / сост. М. Е. Губонин. — М. : Изд-во Православного Свято-Тихоновского Богословского ин-та, 1994.